# Fernakademie für Erwachsenenbildung
Die Fernakademie für Erwachsenenbildung (auch Fernakademie Klett genannt) ist eine deutsche Fernschule mit Sitz in Hamburg. Sie wird als privates Unternehmen in der Rechtsform einer Gesellschaft mit beschränkter Haftung geführt. Die Fernakademie für Erwachsenenbildung wurde 1988 gegründet und ist seit 1997 ein Teil der Klett Gruppe. Sie gehört wie die Europäische Fernhochschule Hamburg und das Institut für Lernsysteme zur Deutschen Weiterbildungsgesellschaft.

## Geschichte

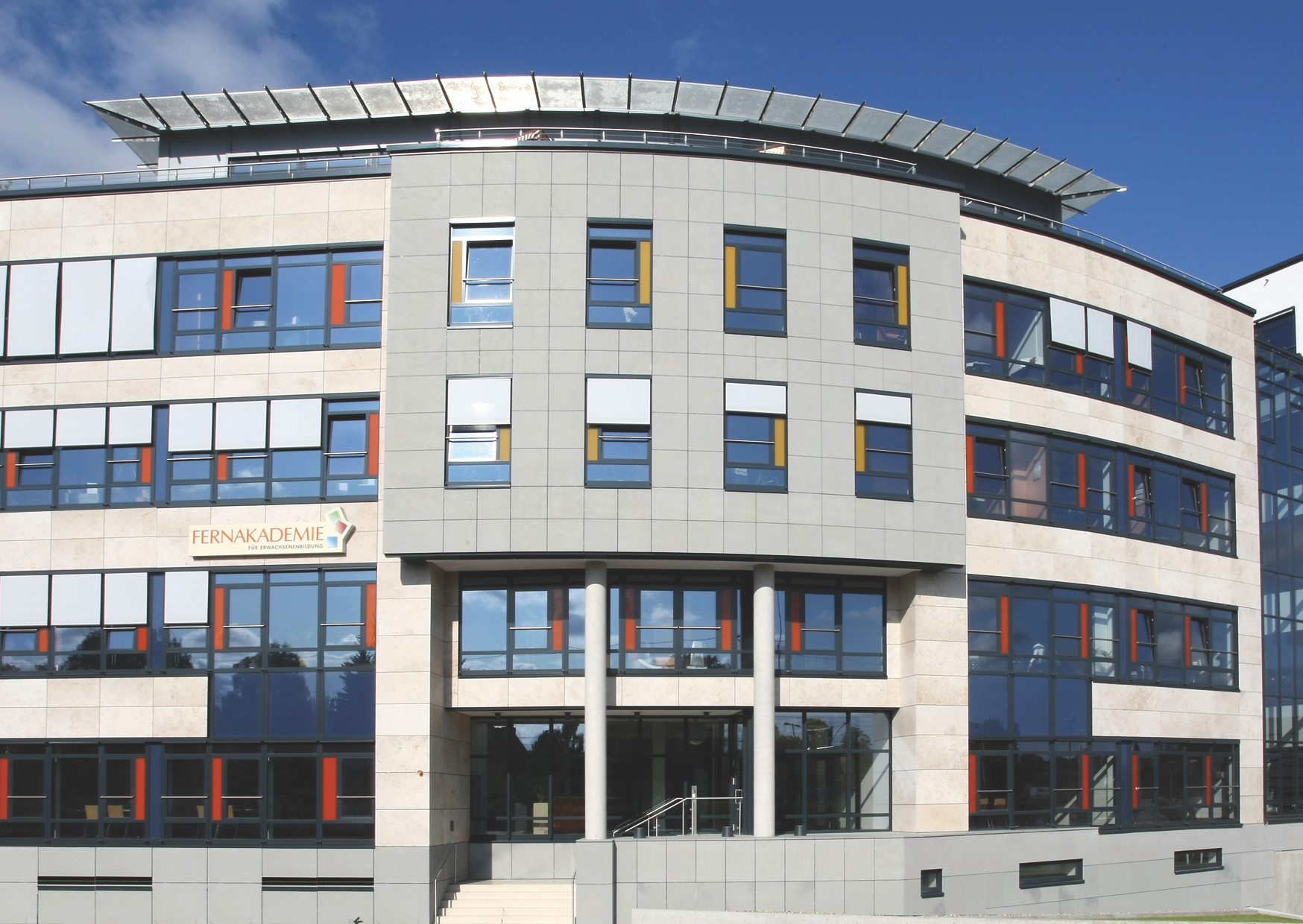
Zentrale in Hamburg (2015)

Die Fernakademie für Erwachsenenbildung wurde 1988 gegründet und 1989 ins Handelsregister eingetragen. Das Unternehmen ist eine Schwester des Instituts für Lernsysteme, das damals zum Bertelsmann-Konzern gehörte. 1997 übernahm die Klett Gruppe die Fernakademie für Erwachsenenbildung und andere Fernschulen. Mit der Akquisition steigerte die Klett Gruppe ihren Umsatz und Gewinn in nennenswertem Umfang. Aufgrund anhaltenden Wachstums bezog die Fernakademie für Erwachsenenbildung 2008 ein neues Bildungszentrum in Hamburg-Rahlstedt. Dieses verfügt über Seminarräume, Verwaltungsbüros und eine eigene Druckerei. Im Gebäude haben auch andere Unternehmen der Deutschen Weiterbildungsgesellschaft ihren Sitz.
1989 umfasste das Angebot der Fernakademie für Erwachsenenbildung etwa 80 Lehrgänge. Es wurde in den folgenden Jahren kontinuierlich erweitert, zum Beispiel in den Bereichen Fremdsprachen und Touristik. 2006 erhielt eine Initiative der Fernakademie für Erwachsenenbildung Aufmerksamkeit, welche den Wiedereinstieg von Müttern ins Berufsleben zum Ziel hatte. 2007 zeichnete der Branchenverband DistancE-Learning die Fernakademie für Erwachsenenbildung für ihre Service-Leistungen mit dem „Studienpreis Service“ aus. Die Fernakademie für Erwachsenenbildung zählt heute zu den größten Anbietern der Branche.

## Lehrgänge
Die Fernakademie für Erwachsenenbildung gliedert sich in drei Fachakademien. Der Bereich Allgemeinbildung, Medien und Gesundheit umfasst insgesamt über 100 Lehrgänge in sechs Fachbereichen. Unter Wirtschaft und Management befinden sich über 120 Lehrgänge in ebenfalls sechs Fachbereichen. Der Fachakademie für Technik und Informationstechnologie sind 60 Lehrgänge in fünf Fachbereichen zugeordnet. Das gesamte Angebot der Fernakademie ist durch die Staatliche Zentralstelle für Fernunterricht zugelassen.
Die Fernakademie für Erwachsenenbildung arbeitet ohne Semesterbetrieb, das heißt Lehrgänge können zu einem beliebigen Zeitpunkt begonnen werden. Die Teilnehmer der Fernakademie für Erwachsenenbildung erhalten alle Studienunterlagen zur Bearbeitung nach Hause geschickt. Am Ende jedes Studienhefts befinden sich Aufgaben, die sie schriftlich bearbeiten und an die Fernakademie für Erwachsenenbildung zurückschicken müssen. Tutoren korrigieren und benoten diese und beantworten inhaltliche Fragen oder helfen bei Verständnisschwierigkeiten. Außerdem können sich Teilnehmer in einem Online-Studienzentrum austauschen, in dem unter anderem sämtliche Unterlagen digital zur Verfügung gestellt werden.
Die Lehrgänge der Fernakademie für Erwachsenenbildung enden entweder mit einem akademieinternen Abschluss, über den die Teilnehmer ein Zeugnis oder Zertifikat erhalten. Oder die Fernakademie für Erwachsenenbildung bereitet auf öffentliche, öffentlich-rechtliche oder staatliche Abschlüsse vor, die beispielsweise bei den Industrie- und Handelskammern, Handwerkskammern oder staatlichen Schulbehörden abgelegt werden. Die Lehrgänge sind zum Teil AZAV-zertifiziert, sie können mit Bildungsgutscheinen der Agentur für Arbeit gefördert werden.